# Feaella mirabilis
Feaella mirabilis es una especie de arácnido del orden Pseudoscorpionida de la familia Feaellidae.

## Distribución geográfica
Se encuentra en el oeste de África.